# NGC 7775
NGC 7775 је спирална галаксија у сазвежђу Пегаз која се налази на NGC листи објеката дубоког неба.
Деклинација објекта је + 28° 46' 21" а ректасцензија 23h 52m 24,4s. Привидна величина (магнитуда) објекта NGC 7775 износи 13,3 а фотографска магнитуда 14,0. NGC 7775 је још познат и под ознакама UGC 12821, MCG 5-56-16, CGCG 498-24, IRAS 23498+2829, PGC 72696.